# Francis Herbert Bradley
Pour les articles homonymes, voir Bradley.
Francis Herbert Bradley, né le 30 janvier 1846 à Clapham (Surrey) et mort à Oxford le 18 septembre 1924, est un philosophe britannique. Il est  avec Bernard Bosanquet et Josiah Royce, le principal représentant de l'idéalisme britannique. Il est connu, entre autres, pour sa controverse avec Russell au sujet du statut des relations.

## Biographie
Élève de T.H. Green, Bradley est nommé au Merton College d'Oxford, où il se consacre à la recherche. Conformément aux modalités de son engagement, il ne se marie pas et ne donne pas cours. Il est réputé pour sa profondeur et son caractère autoritaire. Il aurait souffert de problèmes de santé chroniques et notamment d'une mauvaise ouïe.

## Doctrine
Même s'il est inspiré par Georg Wilhelm Friedrich Hegel, il soutient un monisme idéaliste très critique à l'encontre de la dialectique du philosophe allemand.
Deux thèses dominent la doctrine de Bradley. D'abord, l'insuffisance de toutes les catégories ou concepts tels que substance, cause, temps, relation, etc., pour définir la réalité absolue ; d'autre part, l'Absolu ne peut être atteint que par le contact direct avec les choses dans la sensation, expérience indivisible et variée, à la fois une et indéfinie.